# خليل إبراهيم (لاعب كرة قدم إماراتي)
خليل إبراهيم (مواليد 4 مايو 1993) لاعب كرة قدم إماراتي يجيد اللعب في الوسط مع نادي الظفرة الإماراتي .

## مسيرة اللاعب
مثل نادي الظفرة في الفئات السنية وانتقل إلى نادي الوحدة في عام 2009 و وصل للفريق الأول عام 2014 و انتقل إلى نادي بني ياس في مطلع عام 2023 و انتقل إلى نادي الظفرة في صيف 2023.

## روابط خارجية
- خليل إبراهيم على موقع قاعدة بيانات كرة القدم.إي يو (الإنجليزية)
- خليل إبراهيم على موقع ناشيونال فوتبول تيمز (الإنجليزية)
- خليل إبراهيم على موقع Soccerway.com (الإنجليزية)
- خليل إبراهيم على موقع عالم كرة القدم.نت (الإنجليزية)